# Национално знаме на Казахстан
Националното знаме на Република Казахстан има правоъгълна форма в небесносин цвят, в центъра на което е изобразено слънце с 32 лъча, под които се рее златен скален орел. В лявата част на знамето има национален орнамент, изпълнен също в златно. Пропорциите на знамето са 1:2.
Златният орнамент представлява изкуството и културните традиции на старото ханство на казахския народ. Светлосиният фон е символ на тюркските народи и се отнася за различните етноси, които днес формират казахкската нация (татари, монголи, уйгури и други). Той има религиозно значение, тъй като е символ на небесния бог Тенгри. Според някои по-нови итерпретации синият цвят е символ на небето и свободата на Казахстан. Златният скален орел се свързва с империята на Чингиз хан, който управлявал Казахстан под синьо знаме с орел. За степните народи, орелът е символ на сила, свобода и независимост и се е появявал на знамената на множество племена.

## Знаме през годините
- (1920 – 1936)
- (1937 – 1940)
- (1940 – 1953)
- (1953 – 1991)